# Prunus trichostoma
Prunus trichostoma es una especie de planta del género Prunus, perteneciente a la familia Rosaceae.

## Taxonomía
Prunus trichostoma fue descrita por Bernhard Adalbert Emil Koehne en 1912.

## Distribución
Se encuentra en el territorio oeste y centro de China.